# Robert J. Lefkowitz
Robert Joseph Lefkowitz (født 15. april 1943) er en amerikansk fysiker og biokemiker. Han er bedst kendt for sine banebrydende opdagelser af hvordan en vigtig familie af G-protein-koblede receptorer virker. I 2012 modtog han nobelprisen i kemi sammen med Brian Kobilka for dette arbejde. Han arbejder for øjeblikket på Howard Hughes Medical Institute og er James B. Duke Professor of Medicine and Professor of Biochemistry and Chemistry på Duke University.